# Dhekunuboduveli
Dhekunuboduveli ist eine kleine Insel des Mulaku-Atolls (Meemu Atolhu) im Süden des Inselstaates Malediven in der Lakkadivensee des Indischen Ozeans. Sie hat eine Fläche von 4,6 ha.

## Geographie
Die Insel liegt in der Nähe der Südspitze des Atolls, zwischen Kudausfushi und Gasveli.